# 徐子淇
李徐子淇（英語：Cathy Chui，1982年11月29日—），原名徐子淇，曾為無綫電視（合約藝員）旗下藝人，2004年，徐子淇拍畢《赤沙印記@四葉草.2》後息影退出娛樂圈。

## 簡歷
李徐子淇1982年出生於香港，香港及澳洲籍華人，澳大利亚長大、是香港天主教徒，香港前模特兒及影視女演員，丈夫為香港第二首富李兆基次子李家誠。徐在澳洲長大和就學，後與家人後回流香港，曾就讀南島中學。她於14歲時被時裝設計師尹泰尉發掘，在他的時裝表演中擔當模特兒，並加入模特兒公司Elite成為模特兒，隨後被導演陳嘉上邀請試鏡，並於電影《誤人子弟》中飾演教師，也是她首次出演電影。此後徐一邊工作，一邊完成學業。她於2000年報考香港高級程度會考，並考獲2A1B的成績，此後她先前往英國倫敦大學的倫敦大學學院攻讀東歐研究與經濟學士課程，2005年於倫敦政治經濟學院完成性別與媒體碩士課程。自2006年結婚後，李徐子淇一直熱心公益積極行善，參與國際人道救援工作，致力支持不同的慈善事業、機構和基金會。她亦十分關注兒童問題，尤其是弱勢兒童的教育和福祉。

## 慈善公益
- 自2007年起，擔任「智行基金會」親善大使，積極參與宣傳和籌募經費活動。
- 2008年，成為「百仁基金」會員，協助基金會集結社會各界的資源，扶助弱勢社群及遭逢不幸的家庭。同年與丈夫李家誠一起成立「李家誠徐子淇慈善基金有限公司」，為弱勢社群提供支援。
- 2016年，成為「香港救助兒童會」的首位亞洲贊助人，自始積極到訪不同國家，親身探訪和了解世界各地的邊緣兒童；並與該會啟動成立「緊急兒童救援基金」，支援任何時地突發性的緊急情況，以拯救青少年和兒童的生命。
- 「逸傑國際慈善基金會」的榮譽贊助人，支持基金會為中國內地患有唇齶裂的貧困兒童提供支援。
- 「香港夏橋計劃」的榮譽贊助人，支持計劃為家境清貧的基層學生提供免費和優質的英語教育課程。
- 「香港藝術館之友」委員，向社會大眾推廣現代藝術和文化。

## 榮譽及獎項
- 2012年9月，獲得Hong Kong Tatler Ball 2012 -HUMANITARIAN AWARD （页面存档备份，存于）。
- 2017年2月，在時裝雜誌《ELLE》香港版30周年，他們舉辦ELLE Style Awards 2017，共頒發了9個獎項，以表揚得獎者於時裝界、演藝界、運動界以至文化界等不同領域上對社會所作出的貢獻，當中徐子淇獲頒ELLE HUMANITY （页面存档备份，存于）。
- 2018年3月，在amfAR香港慈善晚宴上頒發2018 愛滋病研究基金 （页面存档备份，存于）會香港慈善晚宴 -特別榮譽獎項 (Award of Courage)，以表揚他們對艾滋病防治的支持和貢獻。
- 2021年，獲其母校英國倫敦大學學院頒授名譽院士。

## 私人生活
- 2006年12月，傳媒曾報導，徐子淇將與李家誠先在美國洛杉磯舉行婚禮，二人不置可否。12月14日，徐子淇、李家誠及雙方家屬乘私人飛機抵達澳洲悉尼。2006年12月15日，李兆基聯同徐之家長徐傳順和彭雪芳在各大香港報紙，刊出李家誠與徐子淇婚禮公告，同日上午11時30分在澳洲悉尼皇家植物園舉行婚禮。

## 家庭
- 目前，徐子淇已婚，夫婿為恒基兆業董事局主席李兆基的次子李家誠，育有四名兒女，長女2007年出生、次女2009年出生、長子2011年出生。[3][4][5]2015年9月27日，徐子淇於Instagram宣佈懷有第四胎。2015年10月初，誕下5.7磅次子。[6][7][8][9][10][11][12][13]

## 電影
- 1997年：《誤人子弟》
- 2000年：《順流逆流（英语：Time and Tide (2000 film)）》
- 2000年：《愛我別走》
- 2001年：《靚女差館》
- 2001年：《最激之手》
- 2007年：《那個傻瓜愛過你》

## 電視劇（無綫電視）
- 2000年：《新鮮人》 飾 阮盈（Queenie）
- 2004年：《赤沙印記@四葉草.2》 飾 關莜男（Coco）

## 外部連結
- 徐子淇的Facebook專頁
- 徐子淇facebook專頁
- 徐子淇的Instagram帳戶
- Cathy Tsui在互联网电影资料库（IMDb）上的資料（英文）
- 徐子淇在香港影庫上的簡介
- 徐子淇在时光网上的簡介（简体中文）